# Callum Woodhouse
Callum Woodhouse (* 7. Januar 1994 in Stockton-on-Tees, Teesside, England) ist ein englischer Schauspieler.

## Leben
Callum Woodhouse ist der Sohn eines Managers und einer Krankenschwester und machte seinen Abschluss am Stockton Sixth Form College. Er ist am bekanntesten für seine Darstellung von Leslie Durrell in allen vier Staffeln der ITV-Comedy-Drama-Serie The Durrells. Woodhouse ist auch dafür bekannt, die Rolle des Josh Marsden in der ITV-Comedy-Drama-Serie Cold Feet gespielt zu haben. Er hatte als Randall Jones einen Auftritt in der neunten Episode der siebten Staffel des BBC-One-Detektivdramas Father Brown, Gott straft, Gott vergibt (The Skylark Scandal). In der Channel 5/PBS-Produktion Der Doktor und das liebe Vieh über James Herriot spielt Woodhouse Tristan Farnon, den jüngeren Bruder des Seniorpartners Siegfried Farnon.  Das Programm wurde für eine zweite Staffel mit ebenfalls sechs Folgen zuzüglich einem Weihnachtsspecial verlängert, die im September 2021 ausgestrahlt wurde. Eine dritte Staffel zuzüglich Weihnachtsspecial wurde 2022 ausgestrahlt.